# Mogens Guldberg
Mogens Daniel Guldberg (født 2. august 1963, Kalundborg) er en tidligere dansk atlet, som konkurrerede i mellemdistanceløb. Han nåede i sin tid som aktiv at løbe internationalt på flere distancer, samt at sætte et par Danmarksrekorder. Mogens Guldbergs personlige rekorder på 1500m, 2000m, 3000m og engelsk mile ville den dag i dag være europæiske topklassetider. 
Han løb i sin aktive karriere for Kalundborg IF (-1982) og Trongårdens IF 1983-1986, indtil han skiftede til de københavnske atletikklubber, hhv. Sparta (1987-1992) og Københavns IF (1993-1996), hvor han også oplevede den største succes.

## Personlige Rekorder
- 800 meter: 1.48.66
- 1500 meter: 3.35.03
- 1 mile: 3.53.36
- 2000 meter: 4.59.56
- 3000 meter: 7.43.78
- 5000 meter: 13.28.24

## Deltagelse ved internationale mesterskaber

### Olympiske Lege
- 1988 i Seoul. Nr. 7 i semifinalen i tiden 3.39.86.

### EM
- 1994 EM 1500m
- 1994 EM-inde 3000m (Diskvalificeret i finalen)
- 1990 EM 1500m Nr. 12
- 1988 EM-inde 3000m Nr. 5
- 1987 EM-inde 3000m	 Nr. 5
- 1986 EM 1500m Nr. 22

### VM
- 1993 VM-inde 3000m Nr. 5
- 1991 VM 1500m Nr. 20
- 1991 VM-inde 3000m Nr. 4
- 1988 VM 12 km cross (Gennemførte ikke)
- 1987 VM 1500m Nr. 24
- 1987 VM-inde 3000m Nr. 8

## Danske mesterskaber
- 800 meter: 1986, 1988, 1989 og 1990
- 1500 meter: 1984 og 1985
- 3000 meter inde: 1986
- 5000 meter: 1995
- 4 km cross: 1996

## Danske rekorder

### Udendørs rekorder
- 2000 m 4:59.56 (1987)
- 3000 m 7:43.78 (1989)
- 4x1500 m 15:18.5 (1986)

### Indendørs rekorder
- 1500 m inde 3:38.85 (1988)
- 1 mile inde 3:59.13 (1991)
- 3000 m inde 7:44.76 (1988)

### U23-rekorder
- 1 mile 4:01.54 (1983)

### Juniorrekorder
- 1500 m 3:45.51 (1982)